# یوتا کینواکی
یوتا کینواکی (انگلیسی: Yuta Kinowaki؛ زادهٔ ۲۲ ژانویهٔ ۱۹۹۱) بازیکن فوتبال اهل ژاپن است.
از باشگاه‌هایی که در آن بازی کرده‌است می‌توان به باشگاه فوتبال آیزول اشاره کرد.